# Транспорт Литви
Транспорт Литви представлений автомобільним , залізничним , повітряним , водним (морським, річковим)  і трубопровідним , у населених пунктах  та у міжміському сполученні діє громадський транспорт пасажирських перевезень. Площа країни дорівнює 65 300 км² (123-тє місце у світі). Форма території країни — компактна; максимальна дистанція з півночі на південь — 280 км, зі сходу на захід — 375 км. Географічне положення Литви дозволяє країні контролювати морські транспортні шляхи Балтійським морем між країнами Північної Європи; сухопутне сполучення між Латвією і Польщею; з російським напіванклавом, Калінінградською областю; вихід до вод Світового океану для Білорусі.

## Автомобільний
Загальна довжина автошляхів у Литві, станом на 2012 рік, дорівнює 84 166 км, з яких 72 297 км із твердим покриттям (312 км швидкісних автомагістралей) із твердим покриттям і 11 869 км без нього (56-те місце у світі).

## Залізничний
Загальна довжина залізничних колій країни, станом на 2014 рік, становила 1 768 км (76-те місце у світі), з яких 1 746 км широкої 1520-мм колії (122 км електрифіковано), 22 км стандартної 1435-мм колії.

## Повітряний
У країні, станом на 2013 рік, діє 61 аеропорт (79-те місце у світі), з них 22 із твердим покриттям злітно-посадкових смуг і 39 із ґрунтовим. Аеропорти країни за довжиною злітно-посадкових смуг розподіляються наступним чином (у дужках окремо кількість без твердого покриття):
- довші за 10 тис. футів (>3047 м) — 3 (1);
- від 10 тис. до 8 тис. футів (3047-2438 м) — 1 (0);
- від 8 тис. до 5 тис. футів (2437—1524 м) — 7 (0);
- від 5 тис. до 3 тис. футів (1523—914 м) — 2 (2);
- коротші за 3 тис. футів (<914 м) — 9 (36)[1].

У країні, станом на 2015 рік, зареєстровано 2 авіапідприємства, які оперують 52 повітряними суднами. За 2015 рік загальний пасажирообіг на внутрішніх і міжнародних рейсах становив 1,36 млн осіб. За 2015 рік повітряним транспортом було перевезено 565,6 тис. тонно-кілометрів вантажів (без врахування багажу пасажирів).
Литва є членом Міжнародної організації цивільної авіації (ICAO). Згідно зі статтею 20 Чиказької конвенції про міжнародну цивільну авіацію 1944 року, Міжнародна організація цивільної авіації для повітряних суден країни, станом на 2016 рік, закріпила реєстраційний префікс — LY, заснований на радіопозивних, виділених Міжнародним союзом електрозв'язку (ITU). Аеропорти Литви мають літерний код ІКАО, що починається з — EY.

## Водний

### Морський
Головний морський порт країни: Клайпеда. Нафтові термінали: Бутінге. СПГ-термінал для імпорту скрапленого природного газу діє в порту Клайпеди.
Морський торговий флот країни, станом на 2010 рік, складався з 38 морських суден з тоннажем більшим за 1 тис. реєстрових тонн (GRT) кожне (77-ме місце у світі), з яких: суховантажів — 20, контейнеровозів — 1, вантажно-пасажирських суден — 6, рефрижераторів — 9, ролкерів — 2.
Станом на 2010 рік, кількість морських торгових суден, що ходять під прапором країни, але є власністю інших держав — 8 (Данії — 8); зареєстровані під прапорами інших країн — 22 (Антигуа і Барбуди — 3, Белізу — 1, Коморських Островів — 1, Островів Кука — 1, Норвегії — 1, Панами — 3, Сент-Вінсенту і Гренадин — 9, невстановленої приналежності — 3).

### Річковий
Загальна довжина судноплавних ділянок річок і водних шляхів, доступних для суден з дедвейтом понад 500 тонн, цілорічно 2007 року становила 441 км (86-те місце у світі). Головні водні транспортні артерії країни: Нямунас, Няріс і Мінія.

## Трубопровідний
Загальна довжина газогонів у Литві, станом на 2013 рік, становила 1 921 км; продуктогонів — 121 км.

## Державне управління
Держава здійснює управління транспортною інфраструктурою країни через міністерство транспорту і зв'язку. Станом на 30 грудня 2016 року міністерство в уряді Саулюса Скверняліса очолював Рокас Масюліс.

### Українською
- Атлас. 10-11 клас. Економічна і соціальна географія світу / упорядники :  О. Я. Скуратович, Н. І. Чанцева. — К. : ДНВП «Картографія», 2010. — ISBN 978-966-475-639-3.
- Атлас світу / голов. ред. І. С. Руденко ; зав. ред. В. В. Радченко ; відп. ред. О. В. Вакуленко. — К. : ДНВП «Картографія», 2005. — 336 с. — ISBN 9666315467.
- Безуглий В. В. Економічна і соціальна географія зарубіжних країн : Навчальний посібник. — К. : ВЦ «Академія», 2007. — 704 с. — ISBN 978-966-580-239-6.
- Безуглий В. В., Козинець С. В. Регіональна економічна і соціальна географія світу : Навчальний посібник. — видання 2-ге, доп., перероб. — К. : ВЦ «Академія», 2007. — 688 с. — ISBN 966-580-144-9.
- Дахно І. І. Країни світу: Енциклопедичний довідник / І. І. Дахно, С. М. Тимофієв. — К. : Мапа, 2011. — 606 с. — (Бібліотека нового українця) — ISBN 978-966-8804-23-6.
- Дахно І. І. Економічна географія зарубіжних країн : навчальний посібник. — К. : Центр учбової літератури, 2014. — 319 с. — ISBN 978-611-01-0682-5.
- Дорошенко В. І. Географія транспорту : Навчальний посібник / В. І. Дорошенко, К. Д. Діденко. — К. : Київський нац. ун-т ім. Т. Шевченка, 2010. — 183 с. — ISBN 978-966-439-329-1.
- Дубович І. А. Країнознавчий словник-довідник. — 5-те вид., перероб. і доп. — К. : Знання, 2008. — 839 с. — ISBN 978-966-346-330-8.
- Економічна і соціальна географія країн світу : Навчальний посібник / За ред. С. П. Кузика. — Л. : Світ, 2002. — 672 с. — ISBN 966-603-178-7.
- Зарубіжна транспортна географія : навчальний посібник / уклад. : Петрашевський О. Л. и др. — К. : Національний транспортний університет, 2015. — 95 с. — ISBN 978-966-632-227-5.
- Юрківський В. М. Регіональна економічна і соціальна географія. Зарубіжні країни : Підручник. — К. : Либідь, 2001. — 416 с. — ISBN 966-06-0092-5.

### Англійською
- (англ.) Modern Transport Geography / Hoyle, B. and R. Knowles (eds). — Second Edition,. — London : Wiley, 1998.
- (англ.) Rodrigue, J-P. The Geography of Transport Systems. — Fourth Edition. — N. Y. : Routledge, 2017. — 440 с. — ISBN 978-1138669574.
- (англ.) Taaffe E. J., Gauthier H. L. and O'Kelly M. E. Geography of transportation. — Second Edition. — N. Y. : Prentice Hall, 1996. — ISBN 0-13-368572-1.
- (англ.) Black, W. Transportation: A Geographical Analysis. — N. Y. : Guilford, 2003.

### Російською
- (рос.) Максаковский В. П. Географическая картина мира. Книга I: Общая характеристика мира. — М. : Дрофа, 2008. — 495 с. — ISBN 978-5-358-05275-8.
- (рос.) Максаковский В. П. Географическая картина мира. Книга II: Региональная характеристика мира. — М. : Дрофа, 2009. — 480 с. — ISBN 978-5-358-06280-1.
- (рос.) Физико-географический атлас мира. — М. : Академия наук СССР и главное управление геодезии и картографии ГГК СССР, 1964. — 298 с.
- (рос.) Шаповал Н. С. Транспортная география и транспортные системы мира : учебное пособие. — К. : Центр учбової літератури, 2006. — 188 с. — ISBN 000-0000-00-4.
- (рос.) Экономическая, социальная и политическая география мира. Регионы и страны / под ред. С. Б. Лаврова, Н. В. Каледина. — М. : Гардарики, 2002. — 928 с. — ISBN 5-8297-0039-5.
- (рос.) Энциклопедия стран мира / глав. ред. Н. А. Симония. — М. : НПО «Экономика» РАН, отделение общественных наук, 2004. — 1319 с. — ISBN 5-282-02318-0.